# Michal Hipp
Michal Hipp (nacido el 13 de marzo de 1963 en Horná Kráľová) es un entrenador de fútbol y exjugador eslovaco. Jugaba de defensor o mediocampista. Se desempeñó en varios equipos de su país y del extranjero. Es conocido por haber dirigido la Selección de Eslovaquia entre 2012 y 2013, hasta que fue reemplazado por Jan Kozak.
El último equipo que dirigió fue el FC Vion, club de la Primera División de Eslovaquia.

## Carrera como jugador
| Año       | Club           | Partidos | Goles |
| 1983      | Duslo Šaľa     |          |       |
| 1983–1984 | Agro Hurbanovo |          |       |
| 1984–1991 | F. C. Nitra    | 138      | 17    |
| 1991      | First Vienna   |          |       |
| 1992      | F. C. Nitra    | 15       | 1     |
| 1993–1994 | Slavia Praga   | 39       | 0     |
| 1994–1995 | Košice         |          |       |
| 1995-1997 | F. C. Nitra    | 24       | 0     |

| Club                    | Cargo                | Año         |
| ----------------------- | -------------------- | ----------- |
| Saturn Ramenskoe        | Entrenador asistente | 2006-2007   |
| F. C. Petrzalka         | Entrenador asistente | 2007-2008   |
| F. C. Petrzalka         | Entrenador principal | 2008-2009   |
| Slovan Bratislava       | Entrenador principal | 2009 - 2011 |
| Selección de Eslovaquia | Entrenador asistente | 2008 - 2012 |
| Selección de Eslovaquia | Entrenador principal | 2012 - 2013 |
| F. C. Nitra             | Entrenador principal | 2014 - 2015 |
| Jihlava                 | Entrenador principal | 2016        |
| Haladas                 | Entrenador asistente | 2017 - 2018 |
| Selección de Kazajistán | Entrenador asistente | 2019 - 2020 |
| FC Astana               | Entrenador asistente | 2020        |
| Slovan Galanta          | Entrenador principal | 2022        |
| Haladas                 | Entrenador principal | 2022 - 2023 |
| FC Vion                 | Entrenador principal | 2023 - 2024 |